# Avstralija na Svetovnem prvenstvu v hokeju na ledu 2009
Avstralija na Svetovnem prvenstvu v hokeju na ledu 2009 D1, ki je potekalo med 11. in 17. aprilom 2009 v litvanskem mestu Vilna. V elitno skupino svetovnega hokeja je vodilo prvo mesto na turnirju. 

## Postava
- Selektor: Steve McKenna (pomočnik: Alain Shank)
- Vratarji: Stuart Denman, Matthew Ezzy, Anthony Kimlin
- Branilci: Riccardo del Basso, David Dunwoodie, Joshua Harding, David Huxley, Jarred Seymour, Robert Starke, Andrew White
- Napadalci: Adrian Esposito, Roberto Franchini, Tomas Manco, Casey Minson, Greg Oddy, Dean Peterson, Vladimar Rubes, Scott Stephenson, Todd Stephenson, Vladan Stransky, David Upton, Mitchell Villani, Lliam Webster, Bradley Young

## Tekme
| 11. april 2009 | Avstralija | 0 - 6 | Slovenija | Siemens Arena, Vilna |

| Poročilo tekme | Poročilo tekme | Poročilo tekme         | Poročilo tekme | Poročilo tekme                    |
| -------------- | -------------- | ---------------------- | --- | --------------------------------- |
| Začetek: 16:30 |                | ( 0 - 3, 0 - 3, 0 - 0) | Hebar (Razingar) 00:35 Šivic (Mušič, Kovačevič) 11:59 Kovačevič (Robar, Rodman) 16:02 Hočevar (Tičar, Murič) 25:20 Razingar (Šivic, Goličič) 26:06 Šivic (Kovačevič, Razingar) PP1 28:54 | Gledalci: 1000 Sodnik: Juraj Konc |

| 13. april 2009 | Japonska | 7 - 1 | Avstralija | Siemens Arena, Vilna |

| Poročilo tekme | Poročilo tekme | Poročilo tekme         | Poročilo tekme                 | Poročilo tekme                       |
| -------------- | --- | ---------------------- | ------------------------------ | ------------------------------------ |
| Začetek: 13:00 | Kuči (Kavai, Saito) 05:32 Saito (Saito) PP1 18:51 Sato (Suzuki) 19:44 Obara (Imura, Kavašima) 24:48 Nišivaki (Kamino, Obara) 29:19 Saito (Saito) SH1 35:35 Kavašima (Nišivaki, Imura) PP1 57:15 | ( 3 - 0, 3 - 1, 1 - 0) | Seymour (Villani, Upton) 37:28 | Gledalci: 250 Sodnik: Richard Schutz |

| 14. april 2009 | Avstralija | 3 - 9 | Litva | Siemens Arena, Vilna |

| Poročilo tekme | Poročilo tekme                                                                          | Poročilo tekme         | Poročilo tekme | Poročilo tekme                   |
| -------------- | --------------------------------------------------------------------------------------- | ---------------------- | --- | -------------------------------- |
| Začetek: 20:00 | Stransky (Rubes) 32:24 Franchini (Stransky) PP1 51:49 Upton (Stephenson, Seymour) 56:48 | ( 0 - 5, 1 - 2, 2 - 2) | Kuliesius (Vaiciukevicius, Nauseda) 04:12 Ivanuskin (Slikas, Bosas) 07:49 Kuliesius (Kulevicius, Nauseda) 13:17 Katulis (Bernatavicius) 14:10 Lelenas (Kumeliauskas) 15:06 Ivanuskin (Slikas, Bosas) 31:15 Kumeliauskas (Nekrasevicius, Lelenas) PP1 39:11 Verenis 45:01 Katulis (Verenis, Bernatavicius) 49:07 | Gledalci: 6400 Sodnik: Pat Smith |

| 16. april 2009 | Kazahstan | 13 - 2 | Avstralija | Siemens Arena, Vilna |

| Poročilo tekme | Poročilo tekme | Poročilo tekme         | Poročilo tekme                                             | Poročilo tekme                       |
| -------------- | --- | ---------------------- | ---------------------------------------------------------- | ------------------------------------ |
| Začetek: 16:30 | Savčenko (Solarev) PP1 03:51 Rimarev (Starčenko) SH1 04:35 Krasnoslobocev (Solarev, Savčenko) 07:29 Starčenko (Koreškov, Lakiza) 12:47 Beljajev (Fadejev, Mazunin) PP1 19:34 Voroncov (Spiridonov) 36:46 Rimarev (Antipin, Beljajev) 39:50 Gavrilin (Krasnoslobocev, Solarev) 40:27 Beljajev (Aleksandrov, Mazunin) 50:11 Krasnoslobocev (Gavrilin) 52:26 Starčenko (Rimarev, Koreškov) 53:51 Krasnoslobocev (Gavrilin) 55:38 Beljajev (Aleksandrov, Mazunin) 56:46 | ( 5 - 0, 2 - 0, 6 - 2) | Villani (Seymour, Starke) 46:59 Upton (Stransky) PP1 55:00 | Gledalci: 400 Sodnik: Richard Schütz |

| 17. april 2009 | Hrvaška | 5 - 1 | Avstralija | Siemens Arena, Vilna |

| Poročilo tekme | Poročilo tekme | Poročilo tekme         | Poročilo tekme                        | Poročilo tekme                   |
| -------------- | --- | ---------------------- | ------------------------------------- | -------------------------------- |
| Začetek: 13:00 | Žibret (Mladjenović) 12:04 Žibret (Mladjenović) 20:16 Žibret (Švigir) 34:13 Kučera (Novak) 52:44 Mladjenović (Žibret, Švigir) 54:02 | ( 1 - 0, 2 - 1, 2 - 0) | Starke (Franchini, Seymour) PP1 39:35 | Gledalci: 350 Sodnik: Juraj Konc |

## Seznam reprezentantov s statistiko

### Vratarji
| #  | Igralec       | OT | OMIN | PG | PGT  | KM | PPPG | PSHG |
| 1  | Stuart Denman | 5  | 91   | 15 | 9,92 | 0  | 1    | 1    |
| 29 | Matthew Ezzy  | 5  | 209  | 25 | 7,17 | 0  | 5    | 1    |
| -- | ------------- | -- | ---- | -- | ---- | -- | ---- | ---- |

### Drsalci
| #  | Igralec            | OT | DG | DA | TOČ | DGT | DAT | DPPG | DPPGT | DSHG | DSHGT | KM |
| 2  | David Huxley       | 4  | 0  | 0  | 0   | 0   | 0   | 0    | 0     | 0    | 0     | 0  |
| 4  | Robert Starke      | 5  | 1  | 1  | 2   | 0,2 | 0,2 | 1    | 0,2   | 0    | 0     | 8  |
| 5  | Joshua Harding     | 5  | 0  | 0  | 0   | 0   | 0   | 0    | 0     | 0    | 0     | 4  |
| 6  | Roberto Franchini  | 5  | 1  | 1  | 2   | 0,2 | 0,2 | 1    | 0,2   | 0    | 0     | 8  |
| 7  | Adrian Esposito    | 1  | 0  | 0  | 0   | 0   | 0   | 0    | 0     | 0    | 0     | 0  |
| 8  | Casey Minson       | 5  | 0  | 0  | 0   | 0   | 0   | 0    | 0     | 0    | 0     | 2  |
| 9  | Tomas Manco        | 5  | 0  | 0  | 0   | 0   | 0   | 0    | 0     | 0    | 0     | 4  |
| 10 | Greg Oddy          | 1  | 0  | 0  | 0   | 0   | 0   | 0    | 0     | 0    | 0     | 0  |
| 11 | Vladan Stransky    | 5  | 1  | 2  | 3   | 0,2 | 0,4 | 0    | 0     | 0    | 0     | 8  |
| 14 | Bradley Young      | 5  | 0  | 0  | 0   | 0   | 0   | 0    | 0     | 0    | 0     | 12 |
| 15 | Mitchell Villani   | 5  | 1  | 1  | 2   | 0,2 | 0,2 | 0    | 0     | 0    | 0     | 0  |
| 16 | David Dunwoodie    | 5  | 0  | 0  | 0   | 0   | 0   | 0    | 0     | 0    | 0     | 2  |
| 17 | Andrew White       | 5  | 0  | 0  | 0   | 0   | 0   | 0    | 0     | 0    | 0     | 0  |
| 18 | Todd Stephenson    | 5  | 0  | 1  | 1   | 0   | 0,2 | 0    | 0     | 0    | 0     | 2  |
| 19 | Scott Stephenson   | 5  | 0  | 0  | 0   | 0   | 0   | 0    | 0     | 0    | 0     | 2  |
| 20 | Vlad Rubes         | 5  | 0  | 1  | 1   | 0   | 0,2 | 0    | 0     | 0    | 0     | 4  |
| 22 | Lliam Webster      | 5  | 0  | 0  | 0   | 0   | 0   | 0    | 0     | 0    | 0     | 10 |
| 23 | David Upton        | 5  | 2  | 1  | 3   | 0,4 | 0,2 | 1    | 0,2   | 0    | 0     | 2  |
| 24 | Riccardo del Basso | 5  | 0  | 0  | 0   | 0   | 0   | 0    | 0     | 0    | 0     | 0  |
| 25 | Jarred Seymour     | 5  | 1  | 3  | 4   | 0,2 | 0,6 | 0    | 0     | 0    | 0     | 4  |
| -- | ------------------ | -- | -- | -- | --- | --- | --- | ---- | ----- | ---- | ----- | -- |